# Życie jest snem (Teatr Telewizji)
Życie jest snem – spektakl Teatru Telewizji w reżyserii Jerzego Jarockiego z 1988 roku, będący telewizyjną inscenizacją dramatu Pedra Calderóna de la Barki, którą wcześniej w Starym Teatrze w Krakowie zrealizował Jarocki.
Spektakl został zaliczony do stu najlepszych w historii Teatru Telewizji przedstawień teatralnych, wytypowanych w sierpniu 1999 r. przez Akademię Teatru Telewizji.

## Obsada[3]
- Jerzy Bińczycki jako Basilio, król Polski
- Krzysztof Globisz jako Segismundo, Principe
- Dorota Pomykała jako Rosaura
- Danuta Maksymowicz jako Estrella
- Aleksander Fabisiak jako Clotaldo
- Jerzy Grałek jako Clarin
- Jerzy Radziwiłowicz jako Astolfo, książę Moskwy
- Bolesław Brzozowski
- Jan Korwin-Kochanowski jako Sługa I
- Andrzej Kozak jako Sługa II
- Paweł Kruszelnicki
- Jan Monczka jako Żołnierz
- Adam Romanowski jako Strażnik
- Edward Żentara jako Żołnierz
- Antoni Żukowski jako Strażnik